# منتخب هونغ كونغ لكرة القاعدة للسيدات
منتخب هونغ كونغ لكرة القاعدة للسيدات هو ممثل هونغ كونغ الرسمي في المنافسات الدولية في كرة القاعدة للسيدات
.